# هاري بيل (لاعب هوكي الجليد)
هاري بيل هو لاعب هوكي الجليد كندي، ولد في 31 أكتوبر 1925 في ريجاينا في كندا، وتوفي في 27 أغسطس 2009.

## وصلات خارجية
- هاري بيل على موقع دوري الهوكي الوطني (الإنجليزية)
- هاري بيل على موقع قاعة مشاهير الهوكي (لاعب أن.إتش.أل) (الإنجليزية)
- هاري بيل على موقع EliteProspects.com (الإنجليزية)
- هاري بيل على موقع HockeyDB.com (الإنجليزية)
- هاري بيل على موقع Hockey-Reference.com (الإنجليزية)